# Čínské investice v Africe
Čínské investice v Africe představují převod dlouhodobého kapitálu za účelem financování čínských podnikatelských aktivit v Africe od padesátých let 20. století, kdy začala historie novodobých čínsko-afrických diplomatických vztahů. Poskytování pomoci i ekonomických investic zakládá čínská vláda na principu rovnosti a vzájemné ekonomické výhodnosti a při tom respektuje suverenitu a nezávislost cizích vlád. Čínské pomoci a investicím nejsou kladeny žádné další politické nebo ekonomické podmínky, jako tomu bývá u pomoci ze Západu, který se snaží klást důraz například na demokracii a lidská práva.

## Modernizace Afriky

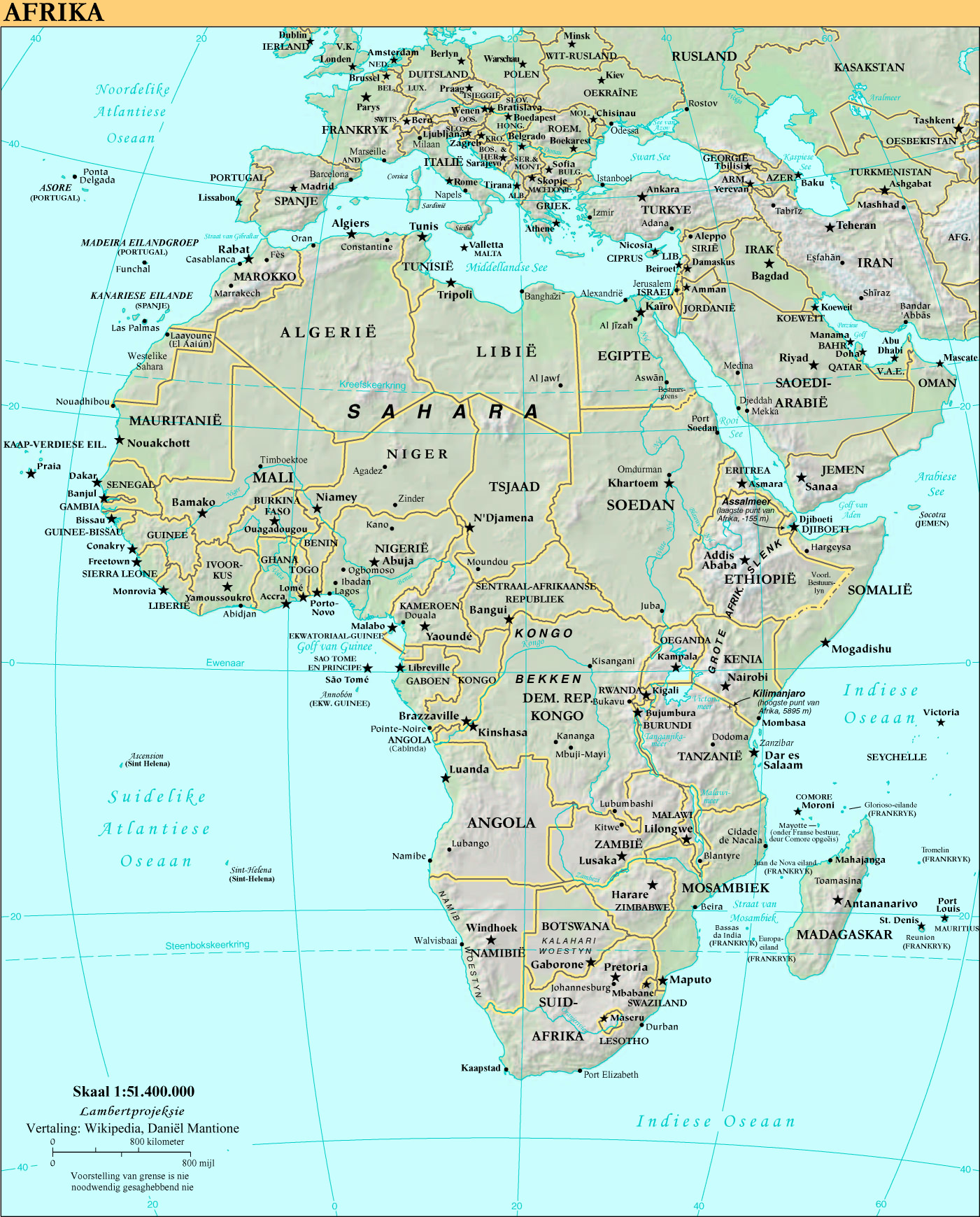
Mapa Afriky

Od začátku 20. století musela většina zemí Afriky projít přechodem od koloniálního k národnímu státu. Kvůli rozvráceným ekonomikám, odlivu kvalifikovaných pracovníků, svárům mezi různorodými etniky uzavřenými v koloniálních hranicích a dalším problémům se dekolonizované země často propadaly do ozbrojených konfliktů a občanských válek. Koloniální státy nedokázaly po sobě v Africe zanechat v podstatě žádné demokratické struktury, a přesto západní svět kritizuje jejich nedostatek a nedodržováních lidských práv v současných nezávislých státech. Devadesátá léta 20. století měla být v Africe z pohledu Západu obdobím demokratizace a humanitární pomoci. Objevilo se přesvědčení, že demokratizace, ekonomický rozvoj a omezení chudoby jsou vzájemně propojeny. Lokální válečné konflikty vedené na území Afriky jsou mimo jiné příčinou hladomorů. K jejich zamezení byla v některých zemích zaváděna opatření (např. v Nigeru to byl program pěstování rýže, která může být po sklizni uložena a distribuována ve špatných letech, který byl financován Čínou). Důsledkem dlouhotrvajících válečných konfliktů je také nucená migrace, která  silně oslabuje zemědělskou základnu mnoha regionů. V některých oblastech vznikly permanentní uprchlické tábory obrovských rozměrů, což má negativní vliv na obnovu ekonomiky těchto zemí. Mnoho ekonomik stále zápasí s inflací, zemědělská produkce je o hodně nižší, než by mohla být a chudoba je úzce propojena s nedostatkem potravin. Další rozvoj je však stále brzděn obrovskými zahraničními dluhy, se kterými se potýká většina afrických vlád. Problém dluhů má své kořeny v období krátce po získání nezávislosti a má ničivé účinky na ekonomiky zemí celé Afriky. Jejich dluh vůči západním vládám a bankám, Světové bance a Mezinárodnímu měnovému fondu se blíží k deseti miliardám dolarů.
Stav světového hospodářství nelze označit jako krizi, ale jako situaci zrychlující se koncentrace světového bohatství v rukou relativně velmi malé části obyvatelstva, která se projevuje vysokou centralizací finančního kapitálu a neúměrně vysokou spotřebou na straně jedné, ale na opačném pólu rostoucí chudobou, krizemi zadluženosti a pokračujícím zbídačováním stále širších vrstev světové populace. Situace nejchudších zemí se stále zhoršuje. Globalizace vede k přerozdělování bohatství od chudých k bohatým. Nízká technologická úroveň neumožňuje těmto zemím úspěšně se uplatňovat v mezinárodním obchodu, dochází proto k drancování přírodních i lidských zdrojů. Zvláštní postavení v rozvojových zemích mají Čína a Indie, které mají obrovský přírodní, lidský i ekonomický potenciál. U Číny byly změny odstartovány již před 25 lety.

## Otevírání čínské ekonomiky
Jednou z hospodářsky nejúspěšnějších zemí světa se na začátku 21. století stala Čína. Vývoj čínského hospodářství v tomto období na jednu stranu pozitivně ovlivňoval rozvojové země, ale na druhou stranu se stal hrozbou pro státy s rozvinutou ekonomikou na území Evropy, Asie i Severní Ameriky. Využívání různých forem hospodářské spolupráce se zahraničím, zejména formou přímých investic v podobě zakládání společných podniků s čínským a zahraničním kapitálem, sdružených podniků v hospodářské spolupráci se zahraničím a podniků s výlučně zahraničním kapitálem se stalo jedním z opěrných bodů hospodářské reformy a politiky modernizace zemědělství, průmyslu, národní obrany a vědy a techniky. Co se týká moci a vlivu, měl na konci 20. století naprostou převahu Západ. Postupně však dochází k zásadním změnám mezi civilizacemi. Ke zvyšování nárůstu moci dochází v asijských civilizacích, ze kterých se rýsuje, že to bude právě Čína, která se stane soupeřem Západu ve sféře globálního vlivu.

### Zahraniční investice směřující do čínské ekonomiky
Při zabezpečování cílových záměrů hospodářské politiky Číny zpracovaných koncem sedmdesátých let 20. století byla důležitá role přisuzována přímým zahraničním investicím. Zprvu narůstal tento zájem především v očekávání, že přímé zahraniční investice dopomohou k posílení energetické základny čínské ekonomiky, zejména pak k urychlenému nalezení a exploataci jejich ropných zdrojů. V letech 2002–2004 přitékalo do sekundárního sektoru Číny 70 % přímých zahraničních investic. V roce 2008 se přímé zahraniční směřující do sektoru služeb dostaly na první místo. V roce 2016 směřovaly přímé zahraniční investice převážně do výroby telekomunikačních zařízení, počítačů a jiných elektronických zařízení, do chemického průmyslu a výroby pro speciální účely.

### Čínské zahraniční investice směřujících do dalších zemí světa
Postupně sílilo mezi čínskými ekonomy i politiky též povědomí toho, že přímé investice směřující jak do čínské ekonomiky, tak i odtud do dalších zemí světa, náleží k důležitým nástrojům integrování Číny do světové ekonomiky. Vláda podporuje nejvýznamnější čínské firmy, aby investovaly v zahraničí. Na počátku je směrovala na Afriku, Blízký východ, jihovýchodní Asii a Latinskou Ameriku z důvodu, že tam mají šanci uspět a tam se také nachází obrovské zásoby potřebných surovin. Nejvíce čínských investic směřuje do automobilového, chemického, ICT, telekomunikačního, důlního a zpracovatelského průmyslu. Čínské investice směřují také do Evropy (především do Německa, Velké Británie a Francie). Klíčové sektory, kam investice v roce 2016 směřovaly, byly: strojírenské vybavení, ICT, dopravní služby a infrastruktura, energetika a zábavní průmysl. Přímé zahraniční investice se od roku 2001, kdy Čína vstoupila do WTO, více než zdvojnásobily. Jedna z největších světových bank – Industrial and Commercial Bank of China (ICBN) získala v roce 2017 od České národní banky licenci pro zřízení své pobočky v Česku. Mezi další evropské země, ve kterých má ICBN své pobočky, patří Francie, Belgie, Nizozemsko, Lucembursko a Španělsko.

### Čínské zahraniční investice směřující do Afriky

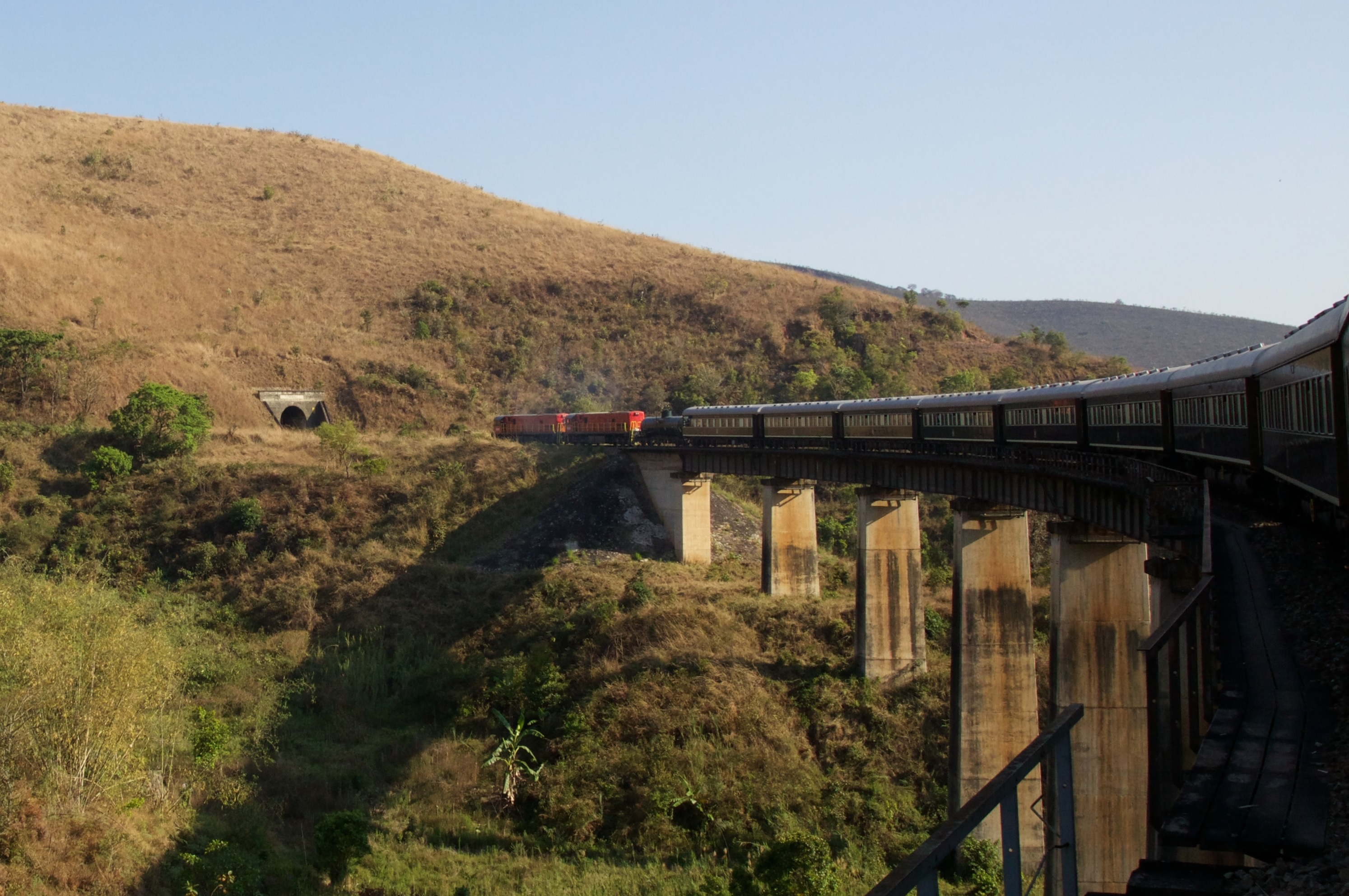
Železnice TAZARA – Tanzansko-zambijská železnice

Na počátku 21. století nastoupila po letech občanských válek a ozbrojených konfliktů celá řada afrických zemí cestu transformace. Jejím výsledkem je skutečnost, že mezi dvaceti nejrychleji rostoucími ekonomikami světa jich v roce 2015 bylo z Afriky. Mezi nimi například Sierra Leone, Gambie, Kongo[nepřesný odkaz], Etiopie či Uganda. Hlavním strategickým partnerem těchto zemí se stala Čína. Pragmatická politika Číny v Africe je založena na respektování vzájemných potřeb obou partnerů. Čína potřebuje nerostné suroviny a další zboží, africké země obvykle potřebují vybudovat infrastrukturu, zdravotnickou péči, telekomunikační sítě a řadu jiných potřebných institucí a staveb. Čína není jedinou nově nastupující mocností na africký trh. Za druhou je považována Indie. V roce 2007 pořádala společnost Technology, Entertainment, Design v tanzanské Arushe konferenci, na které vystoupili přední afričtí ekonomové. Účastníci konference se shodli na tom, že Afrika nevyžaduje charitu v podobě, kterou poskytuje Západ, např. v podobě adoptování afrických dětí nebo pořádání sbírek použitých plyšových hraček, ale naopak potřebuje omezení či zastavení charity a současné rozvinutí styků, budování infrastruktury, spuštění investic a nastartování vlastních ekonomik. Čína byla první zemí, která se rozhodla jiným způsobem než dobročinnou charitativní činností vypořádat s válkami, hladomorem a nákazami, které způsobují africké vymírání. Tato země začala v Africe investovat miliardy dolarů, staví tam silnice, přehrady, což je předpokladem pro rozvoj zemědělství, zpracovatelského průmyslu a tím i růst spotřeby. Čína přirozeně sleduje i své vlastní zájmy, hledá nové trhy pro své výrobky a způsoby, jak v globálním měřítku posilovat svůj vliv. Kritici údajného čínského expanzionismu by však měli brát v úvahu dějiny západního kolonialismu a jeho násilné praktiky. Dědictví západního kolonialismu se negativně projevuje dodnes, mimo jiné politicky kodifikovanou podobu globální nerovnosti, jejíž míra je v dějinách lidstva bezprecedentní.

### Čínské angažmá v Africe pohledem OSN
Čínské aktivity na africkém kontinentě se zintenzivnily zejména v posledních letech v souvislosti s čínskou Iniciativou pásu a stezky, která představuje globální modernizační projekt a zároveň alternativní, inkluzivní a polycentrickou podobu globalizace. Spolupráce afrických států s Čínou se institucionalizovala v multilaterálním rámci Fóra čínsko-africké spolupráce (Forum on China-Africa Cooperation, FOCAC). Pravidelné summity nejvyšších politických představitelů vytyčují priority, oblasti, ale také zcela konkrétní projekty, které mají přinést prospěch jak čínským investorům, tak lokálním vládám a obyvatelstvu. Čínskému angažmá v Africe i platformě FOCAC v listopadu 2018 vyjádřil plnou podporu generální tajemník OSN António Guterres, podle něhož jsou uvedené aktivity ztělesněním dvou hlavních cílů OSN jako takové, a sice spravedlivé globalizace a inkluzivního rozvoje, který nebude zvýhodňovat silnější aktéry mezinárodní scény. Podle nejvyššího představitele OSN může spolupráce Afriky s Čínou přinést udržitelný rozvoj celého kontinentu a už nyní je příkladem toho, jak lze vzájemně utvářet trvalé, pozitivní hodnoty. "Společně mohou Čína a Afrika spojit svůj potenciál mírového, trvalého, spravedlivého pokroku ku prospěchu celého lidstva," prohlásil Guterres na summitu FOCAC v roce 2018.

## Závěr
Afrika není chudá. Základní příčinou mnoha politických a sociálních krizí moderní Afriky je ekonomika, a to ať z důvodu nedostatku zdrojů, nebo – a to častěji – z důvodu nevyvážené distribuce těchto zdrojů a přístupu k nim. Západní vlády musí přestat nutit africké vlády k privatizaci svých ekonomik a otevírání svých trhů neférové konkurenci. Aby mohly africké vlády profitovat ze zahraničních investic, musí jim být dovoleno, aby mohly tyto investice a korporace, které obvykle investice přinášejí, právní cestou regulovat. Pokud chtějí vlády zamezit daňovým únikům, musí přestat s vytáčkami a vzchopit se k akci proti daňovým rájům.  Poměrně volnou ruku v různých „účetních“ operacích probíhajících v globálním měřítku (tedy jakoby nad hranicemi národních států), mají globalizované finanční trhy, které nejsou pod kontrolou politiky, a které umožňují těm nejbohatším, aby se vyhýbali v daňových rájích placení daní, a zároveň umožňují velkým korporacím, aby vyváděly svoje zisky ze zemí, kde fyzicky podnikají. Globalizovaná ekonomika také umožňuje nadnárodním korporacím, aby v méně rozvinutých a regulovaných zemích beztrestně praktikovaly určité typy „vykořisťování“ a neekologických postupů, které mají v domovských západních státech zapovězeny. Pokud bude umožněn africkým zemím volný a férový přístup na světové trhy, budou tyto země schopny, i když skromně, uživit své vlastní obyvatelstvo.
Dne 18. 12. 2018 se sešlo ve Vídni fórum Afrika-Evropa, na kterém předseda vlády hostitelské země Sebastian Kurz vyzval, aby Evropa v Africe mnohem více investovala. Až na této konferenci konající se na konci roku 2018 byly evropské země upozorněny na to, že nestačí Africe poskytovat rozvojovou pomoc, ale je potřeba navázat i partnerské obchodní vztahy. Členské země vyzvány, aby Evropská unie nepřenechávala kontinent Číně, která v posledních letech v afrických zemích mohutně investovala.